# José Manuel Rueda
José Manuel Rueda Sampedro (Linares, 30 de enero de 1988) es un futbolista español. Actualmente juega en las filas del CD Olímpic de Xàtiva.

## Carrera deportiva
Rueda jugaba desde la temporada 2007-2008 en el Barcelona Atlètic. Fue campeón del Grupo 5 de Tercera División con el filial azulgrana en 2008. El 17 de mayo de 2008, debutó con el primer equipo en la Primera División en el partido contra el Real Murcia para sustituir a Eiður Guðjohnsen, jugando 17 minutos.
Tras lograr el ascenso a Segunda División con el Barcelona Atlètic en 2010, fichó por el AC Omonia de Chipre por una temporada; tras la cual regresó a España para jugar en el Xerez CD por dos temporadas.
El 14 de junio de 2013 cierra su fichaje con la SD Ponferradina firmando un contrato de dos años de duración. Tras finalizar el contrato con el club berciano firma por el Mogreb Atlético Tetuán. Actualmente juega en el CD Olimpic de Xàtiva.